# Marszewo (Sławno)
Pour les articles homonymes, voir Marszewo.
Marszewo est une localité polonaise de la gmina rurale de Postomino située dans le powiat de Sławno en voïvodie de Poméranie-Occidentale. Elle se trouve à environ 15 km au nord de Sławno et 184 km au nord-est de la capitale régionale Szczecin.

## Géographie

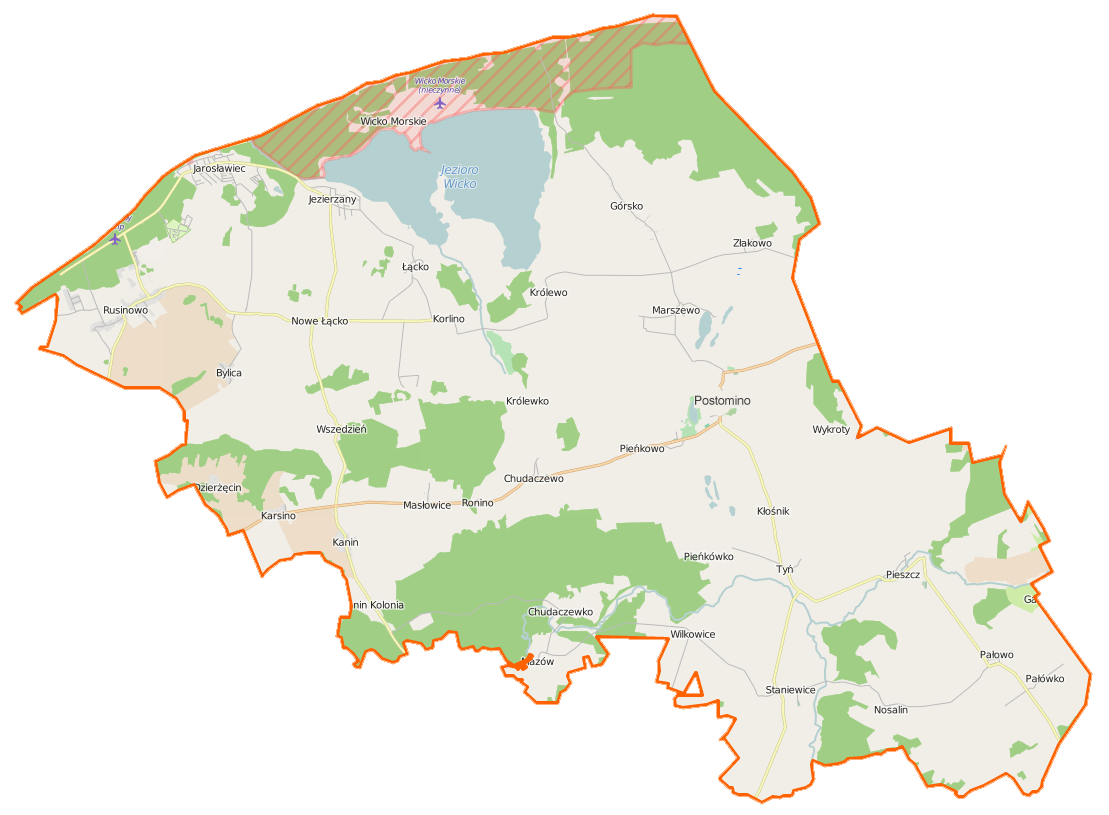
Carte de la gmina de Postomino.

## Histoire
De 1648 à 1945, Marsow fait partie de l'arrondissement de Stolp dans le district de Köslin au sein de la province de Poméranie.